# Thù ghét phụ nữ chuyển giới
Thù ghét phụ nữ chuyển giới (tiếng Anh: Transmisogyny, hoặc Trans-misogyny) là sự kết hợp giữa chứng ghê sợ người chuyển giới và thù ghét phụ nữ.  Sự thù ghét phụ nữ chuyển giới bao gồm sự thù ghét phụ nữ, phân biệt giới tính, chứng ghê sợ người chuyển giới và tư tưởng định chuẩn hóa hợp giới được nhắm tới những người chuyển giới nữ và người transfeminine mà thường những người hợp giới nữ và những người chuyển giới nam không trải nghiệm.
Thuật ngữ này được đặt ra bởi Julia Serano trong cuốn sách Whipping Girl được xuất bản vào năm 2007 của cô. Theo như Serano, sự thù ghét phụ nữ chuyển giới là một dạng liên hợp của sự phân biệt giới tính, dựa trên sự kết hợp của sự phân biệt giới tính truyền thống và sự phân biệt giới tính đối nghịch. Cô giải thích sự phân biệt giới tính truyền thống là "niềm tin rằng nam giới và tính nam thì thượng đẳng hơn nữ giới và tính nữ", trong khi sự phân biệt giới tính đối nghịch là "niềm tin rằng nam và nữ là hai hạng mục hoàn toàn đối lập và tách biệt so với nhau".
Sự thù ghét phụ nữ chuyển giới là một quan niệm chính trong trong chuyển giới nữ quyền và thường được nhắc tới trong thuyết nữ quyền liên hợp. Quan điểm rằng "sự nữ giới" của phụ nữ chuyển giới (ngoài tính nữ của họ ra) chính là nguồn gốc của sự thù ghét phụ nữ thường bị chối bỏ bởi những nhà nữ quyền cấp tiến, những người thường cho rằng phụ nữ chuyển giới không phải là nữ giới.

## Nguyên nhân
Trong cuốn sách Whipping Girl, Julia Serano cho rằng sự tồn tại của người chuyển giới nữ là một sự đe dọa đối với "hệ thống phân cấp về giới xoay quanh đàn ông, thứ cho rằng đàn ông và tính nam thì thượng cấp hơn phụ nữ và tính nữ". Nhà học thuyết về giới, Judith Butler ủng hộ quan điểm này, họ cho rằng sự tàn sát phụ nữ chuyển giới là một cách để đòi lại "sự thống trị".
Sự tồn tại của phụ nữ chuyển giới cũng được coi là một mối đe dọa đối với tính dục dị giới của những người đàn ông hợp giới. Trong truyền thông, "những kẻ lừa đảo" như Dil, một người chuyển giới nữ từ bộ phim The Crying Game (1992), đã kích động sự xúc phạm và chứng ghê sợ đồng tính từ nam giới trong khán giả khi được tiết lộ rằng họ là người chuyển giới.

## Nạn tình dục hóa và quấy rối
Julia Serano khẳng định rằng phụ nữ chuyển giới phải gánh chịu sự thù ghét phụ nữ dưới hình thái tình dục hóa. Cô cho rằng, mặc cho quá trình định giới mà phụ nữ chuyển giới trải qua, họ vẫn thường bị coi là nam giới; tuy nhiên, họ hiếm khi bị tình dục hóa như vậy. Trong nền công nghiệp khiêu dâm, nơi thường nhắm tới đối tượng khán giả là đàn ông hợp giới dị tính, phụ nữ chuyển giới thường bị coi là những vật thể tình dục hơn là những kẻ "bệnh hoạn". Serano cũng quan sát rằng trong những môi trường nơi cô được coi là một người chuyển giới, cô thường xuyên nhận được nhiều lời bình luận mang tính khiêu dâm hơn ở những nơi cô được coi là một người hợp giới.
Trong cuốn Whipping Girl, Serano gọi sự phân loại "kẻ săn mồi - con mồi" cho rằng "đàn ông luôn bị cho là những kẻ săn mồi, còn phụ nữ bị coi là con mồi". Chính bởi quan niệm này, phụ nữ chuyển giới thường bị coi rằng họ là những kẻ thu hút đàn ông bằng quá trình định giới và "tự biến họ thành những vật thể tình dục mà không một người đàn ông nào có thể từ chối".

## Mối liên hệ tới chứng ghê sợ người chuyển giới
Sự thù ghét phụ nữ chuyển giới là một mục tách biệt so với chứng ghê sợ người chuyển giới khi mà sự thù ghét phụ nữ chuyển giới tập trung chủ yếu vào những người chuyển giới nữ và những cá nhân chuyển giới khác biểu lộ sự nữ tính, trong khi chứng ghê sợ người chuyển giới lại là một thuật ngữ chung hơn, bao hàm tất cả những định kiến và sự phân biệt đối xử với cộng đồng người chuyển giới nói chung. Julia Serano khẳng định trong cuốn Whipping Girl rằng: "khi phần lớn những câu nói đùa về người chuyển giới xoay quanh 'đàn ông mặc váy' hay 'đàn ông muốn cắt bỏ dương vật' thì đó không phải là chứng ghê sợ người chuyển giới, mà là sự thù ghét phụ nữ chuyển giới. Khi phần lớn những cuộc tấn công bạo lực hay quấy rối tình dục chống lại người chuyển giới lại xoay quanh người chuyển giới nữ, thì đó không phải là chứng ghê sợ người chuyển giới, mà là sự thù ghét phụ nữ chuyển giới."